# Eurovision Song Contest 1999
Eurovision Song Contest 1999 blev afholdt d. 29. maj 1999 i Jerusalem, Israel. 
Der var dog i lang tid tvivl om, hvorvidt arrangørerne fra IBA måtte opgive og give det videre til Malta eller Storbritannien. Sikkerheden var en del af spørgsmålet omkring dette, men ikke mindst det faktum, at mange religiøse grupper protesterede voldsomt imod showet, da det kom til Israel efter at en transseksuel havde vundet. Jerusalems borgmester havde yderligere udtalt, at han ikke var videre begejstret for at showet kom til byen og regeringen havde mere end svært ved at finde pengene til det.
For første gang var arrangørerne ikke længere forpligtet til at sørge for et orkester ved showet og det blev af pladshensyn derfor udelukket. Der har ikke siden været orkestre ved konkurrencerne. Desuden måtte solisterne atter synge på det sprog som de selv havde lyst til og mange havde derfor valgt at synge på engelsk. En enkelt dog, solisterne fra Bosnien-Hercegovina, valgte dog at synge delvist på fransk.
Kroatien fik i øvrigt efterfølgende trukket ⅓ af deres point, fordi der på tracking-båndet var indspillet musik med adskillige korstemmer. På scenen var der imidlertid kun en solist og en korsanger. På trods af at Kroatien forsikrede at der kun var tale om elektronisk producerede stemmer, valgte EBU altså at statuere et eksempel ved at sanktionere. Det havde ikke umiddelbar indflydelse på landets deltagelse, da man stadig havde gennemsnitligt point nok til at kvalificere sig.

## Resultater
| Optræden | Land                | Sprog                            | Kunstner                      | Sang                                   | Oversættelse                  | Placering | Point |
| -------- | ------------------- | -------------------------------- | ----------------------------- | -------------------------------------- | ----------------------------- | --------- | ----- |
| 1        | Litauen             | Žemaitisk – (Litauisk dialekt)   | Aistė Smilgevičiūtė           | Strazdas                               | Sangstemmen                   | 20        | 13    |
| 2        | Belgien             | Engelsk                          | Vanessa Chinitor              | Like The Wind                          | Som vinden                    | 12        | 38    |
| 3        | Spanien             | Spansk                           | Lydia                         | No quiero escuchar                     | Jeg vil ikke høre             | 23        | 1     |
| 4        | Kroatien            | Kroatisk                         | Doris Dragović                | Marija Magdalena                       | Maria Magdalene               | 4         | 118   |
| 5        | Storbritannien      | Engelsk                          | Precious                      | Say It Again                           | Sig det igen                  | 12        | 38    |
| 6        | Slovenien           | Engelsk                          | Darja Švajger                 | For a Thousand Years                   | Igennem tusinde år            | 11        | 50    |
| 7        | Tyrkiet             | Tyrkisk                          | Tugba Önal & Grup Etnik       | Dön artik                              | Kom igen                      | 16        | 21    |
| 8        | Norge               | Engelsk                          | Stig Van Eijk                 | Living My Life Without You             | At leve mit liv uden dig      | 14        | 35    |
| 9        | Danmark             | Engelsk                          | Trine Jepsen & Michael Teschl | This Time I Mean It                    | Denne gang (så mener jeg det) | 8         | 71    |
| 10       | Frankrig            | Fransk                           | Nayah                         | Je veux donner ma voix                 | Jeg vil give min stemme       | 19        | 14    |
| 11       | Holland             | Engelsk                          | Marlayne                      | One Good Reason                        | Én god grund                  | 8         | 71    |
| 12       | Polen               | Polsk                            | Mietek Szczesniak             | Przytul mnie mocno                     | Hold om mig                   | 18        | 17    |
| 13       | Island              | Engelsk                          | Selma                         | All Out of Luck                        | Intet held                    | 2         | 146   |
| 14       | Cypern              | Græsk                            | Marlain                       | Tha'ne erotas                          | Det skal være kærlighed       | 22        | 2     |
| 15       | Sverige             | Engelsk                          | Charlotte Nilsson             | Take Me to Your Heaven                 | Tag mig til din himmel        | 1         | 163   |
| 16       | Portugal            | Portugisisk                      | Rui Bandeira                  | Como tudo começou                      | Hvordan alting begyndte       | 21        | 12    |
| 17       | Irland              | Engelsk                          | The Mullans                   | When You Need Me                       | Når du har brug for mig       | 17        | 18    |
| 18       | Østrig              | Engelsk                          | Bobbie Singer                 | Reflection                             | Refleksion                    | 10        | 65    |
| 19       | Israel              | Engelsk, Hebræisk                | Eden                          | Yom huledet (Happy Birthday)           | Tillykke med fødselsdagen     | 5         | 93    |
| 20       | Malta               | Engelsk                          | Times Three                   | Believe 'n Peace                       | Tro på fred                   | 15        | 32    |
| 21       | Tyskland            | Engelsk, Tysk, Hebræisk, Tyrkisk | Sürpriz                       | Reise nach Jerusalem – Kudüs'e seyahat | Rejsen til Jerusalem          | 3         | 140   |
| 22       | Bosnien-Hercegovina | Bosnisk, Fransk                  | Dino & Béatrice               | Putnici                                | Rejserne                      | 7         | 86    |
| 23       | Estland             | Engelsk                          | Evelin Samuel & Camille       | Diamond of Night                       | Nattens diamant               | 6         | 90    |